# Новото гадже на мама
„Новото гадже на мама“ (на английски: My Mom's New Boyfriend) е германско-американски филм от 2008 г., романтична кинокомедия с участието на Мег Райън и Антонио Бандерас.

## Сюжет
Хенри Дюранд е млад агент на ФБР, чийто баща е починал в затвора. След тригодишно отсъствие от дома Хенри се завръща заедно с годеницата си Емили и намира майка си Марти (Мег Райън) силно променена – отслабнала и с редица ухажори. Хенри с изненада разбира, че новото ѝ гадже Томи (Антонио Бандерас) е заподозрян в участие в престъпен кръг, занимаващ се с кражба на предмети на изкуството и му се налага заедно със своите колеги агенти да шпионира майка си непрекъснато.